# Sainte-Brigitte
Sainte-Brigitte é uma comuna francesa na região administrativa da Bretanha, no departamento Morbihan. Estende-se por uma área de 17,63 km². Em 2010 a comuna tinha 185 habitantes (densidade: 10,5 hab./km²).